# Jan Chojnacki (polityk)
Jan Chojnacki (ur. 10 stycznia 1947 w miejscowości Dąbrówka-Strumiany) – polski polityk, przedsiębiorca, poseł na Sejm II, III i IV kadencji.

## Życiorys
W 1978 ukończył studia na Wydziale Górniczym Politechniki Śląskiej. Od 1966 do rozwiązania należał do Polskiej Zjednoczonej Partii Robotniczej. W latach 1964–1996 pracował w Kopalni Węgla Kamiennego „Pstrowski” (m.in. jako dyrektor). W 1999 został prezesem Zakładu Wydobywczego Surowców Mineralnych „Jadwiga”, a następnie prezesem spółki z o.o. „Siltech” – pierwszej w Polsce prywatnej kopalni utworzonej na bazie byłej KWK „Pstrowski”.
Członek Polskiego Związku Łowieckiego. Zasiadał we władzach krajowych SLD. Z ramienia Sojuszu Lewicy Demokratycznej od 1993 do 2005 sprawował mandat posła na Sejm II, III i IV kadencji z okręgu katowickiego i gliwickiego. W wyborach parlamentarnych w 2005 nie uzyskał ponownie mandatu. W przedterminowych wyborach parlamentarnych w 2007 ponownie bez powodzenia kandydował do Sejmu (z listy koalicji Lewica i Demokraci).